# Desmia hoffmannsi
Desmia hoffmannsi là một loài bướm đêm trong họ Crambidae.